# Tenedos asteronoides
Tenedos asteronoides là một loài nhện trong họ Zodariidae.
Loài này thuộc chi Tenedos. Tenedos asteronoides được Rudy Jocqué & Léon Baert miêu tả năm 2002.